# Hurley (Nowy Meksyk)
Hurley – miasto w Stanach Zjednoczonych, w stanie Nowy Meksyk, w hrabstwie Grant.